# 楊文煥 (萬曆進士)
楊文煥（1552年—？），字太素，號韶水，浙江紹興府餘姚縣人，民籍，明朝政治人物。

## 生平
隆慶元年（1567年）丁卯科浙江鄉試第四名，榜名文元，萬曆十一年（1583年）癸未科會試第二百六名，登三甲第一百零二名進士。刑部觀政，本年授中书舍人，十六年选授刑科給事中，本年巡视京营，十八年十一月因言邹元标事，降边方杂职，贬海阳县典史。

## 家族
曾祖楊霓，曾任驛丞；祖父楊謨；父楊山，举人，曾任知州。母谷氏；繼母黃氏；繼母徐氏。永感下。